# فندق صوفر الكبير
فندق صوفر الكبير هو فندق تاريخي يعد أول كازينو في الشرق الآوسط. هذا الفندق شهد الاجتماع العربي الذي انبثقت منه «اللجنة العربية العسكرية المشتركة» عام 1944 والتي شكلت النواة لقيام «جامعة الدول العربية» في العام التالي
- فندق صوفر الكبير على ويكيمابيا

ارتبط اسم صوفر في مخيلة السائح العربي قبل عقود مضت بـ«فندق صوفر الكبير»، الذي أطلق عليه أمين الريحاني لقب «القصر المنيف». بدأت ورشة إعمار فندق صوفر عام 1885 ويملكه إبراهيم سرسق الذي اختار تصميمه على الطراز الإيطالي. جمع الفندق مشاهير العرب والأجانب، ليستقبل أول نزلائه مطلع القرن العشرين. كان الدخول اليه ممنوعاً الا بالثياب الرسمية، وشغله أشهر السياسيين اللبنانيين، ومنهم إميل إده وبشارة الخوري وفيليب تقلا وكميل شمعون وبهيج تقي الدين وغيرهم، إضافة إلى العاهل الأردني الملك حسين والزعيم المصري سعد زغلول والعديد من الأمراء والفنانين العرب.

## مواقع خارجية
- محطات من ذاكرة لبنان السياحية
- «فندق صوفر الكبير».. تحفة عمرانية على شفير الاندثار